# Kędzierzyn (województwo wielkopolskie)
Kędzierzyn – wieś w Polsce położona w województwie wielkopolskim, w powiecie gnieźnieńskim, w gminie Niechanowo. We wsi znajduje się kościół św. Andrzeja Apostoła z 1840 roku.
Wieś duchowna Kędzierzyno, własność arcybiskupstwa gnieźnieńskiego, pod koniec XVI wieku leżała w powiecie gnieźnieńskim województwa kaliskiego. W latach 1975–1998 miejscowość administracyjnie należała do województwa poznańskiego.

## Historia
Dawne nazwy: Condrea, Candora, Kędzierza, Kadzyerzyno, Kędziora, Kendzierzyn.
Wieś ta, podobnie jak inne miejscowości w pobliżu Gniezna, istniała już zapewne co najmniej w XI wieku. Jednak w źródłach pisanych, najstarsza wzmianka o tej miejscowości pochodzi z 7 lipca 1136 roku, i zawarta jest w bulii Ex commisso nobis a Deo (bulli gnieźnieńskiej) papieża Innocentego II. W dokumencie tym potwierdzone zostały prawa metropolitarne Gniezna, oraz jej stan posiadania. Wśród wymienionych tam nazw topograficznych znalazł się również Kędzierzyn – Condrea.
W wiekach średnich właścicielami Kędzierzyna – wsi lokowanej na prawie średzkim – byli arcybiskupi gnieźnieńscy.
Jak wynika ze źródeł w roku 1321 arcybiskup gnieźnieński Janisław erygował w Kędzierzynie parafię, nadając jej za patrona św. Andrzeja Apostoła. Najstarszym odnotowanym na kartach historii proboszczem był Jakub, kurator Kędzierzyna w latach 1413–1418.
Do 1869 roku właścicielami dóbr tzw. klucza szczytnickiego (gnieźnieńskiego) w skład których wchodził także Kędzierzyn, byli arcybiskupi gnieźnieńscy. W 1719 roku Stanisław Szembek, arcybiskup gnieźnieński ufundował dla Kędzierzyna nowy, drewniany kościół. Został on wzniesiony w miejscu starej drewnianej świątyni, która spłonęła na początku XVIII wieku. W 1840 roku ukończono budowę nowej, tym razem murowanej świątyni, a arcybiskup Marcin Dunin w tym samym roku dokonał jej konsekracji. Nieomal w tym samym czasie wyznaczono teren pod nowy cmentarz grzebalny. Zastąpił on stary, już nieużywany cmentarz zlokalizowany przy kościele. Przed 1869 rokiem w Kędzierzynie istniała szkoła parafialna kształcąca miejscową ludność na poziomie elementarnym.